# Psychotria roseata
Psychotria roseata là một loài thực vật có hoa trong họ Thiến thảo. Loài này được (Fosberg) A.C.Sm. miêu tả khoa học đầu tiên năm 1969.